# NPO 2
NPO 2 (fino al 2014 Nederland 2) è un canale televisivo nederlandese gestito dalla Nederlandse Publieke Omroep (NPO).

## Programmazione
Questo canale è stato fondato nell'ottobre 1964 ed è stato principalmente dalla fine degli anni Ottanta un canale dedicato allo sport, ai programmi di divertimento e ai grandi eventi. Oggi, questi tipi di programmi sono disponibili su NPO 1. La maggior parte dei programmi si basa su arte, cultura, politica, società e religione.